# Nephrotoma speculata
Nephrotoma speculata är en tvåvingeart som först beskrevs av de Meijere 1913.  Nephrotoma speculata ingår i släktet Nephrotoma och familjen storharkrankar. Inga underarter finns listade i Catalogue of Life.